# Sistema de castas na Índia

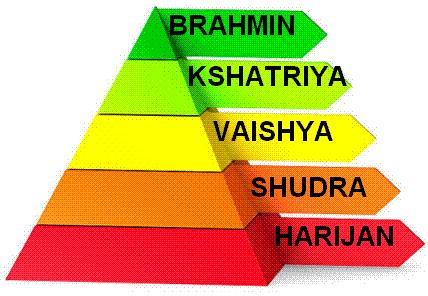
Castas na Índia

O sistema de castas é uma divisão social importante na sociedade Hindu, não apenas na Índia, mas no Nepal e outros países e populações de religião Hindu. Embora geralmente identificado com o hinduísmo, o sistema de castas também foi observado entre seguidores de outras religiões no subcontinente indiano, incluindo alguns grupos de muçulmanos e cristãos. A Constituição Indiana rejeita a discriminação com base na casta, em consonância com os princípios democráticos e seculares que fundaram a nação. Barreiras de casta deixaram de existir nas grandes cidades, mas persistem principalmente na zona rural do país.
| “ | Quando desmembraram Puruṣa, em quantas partes o dividiram? Em que a sua boca se transformou? E os seus braços, o que se tornaram? Como são chamadas agora as suas coxas? e os seus pés? A sua boca tornou-se o brāhmaṇa, os seus braços se transformaram no kṣatrya, as suas coxas em vaiśya e dos pés nasceu o śūdra. | ” |

Define-se casta como grupo social hereditário, no qual a condição do indivíduo passa de pai para filho. O grupo é endógamo, isto é, cada integrante só pode casar-se com pessoas do seu próprio grupo.
Sendo que os grupos são:
- os brâmanes (sacerdotes e letrados) nasceram da cabeça de Brahma;
- os xátrias (guerreiros) nasceram dos braços de Brahma;
- os vaixás (comerciantes) nasceram das pernas de Brahma;
- os sudras (servos: camponeses, artesãos e operários) nasceram dos pés de Brahma.

À margem dessa estrutura social, havia os dalits, que vieram da poeira debaixo do pé de Brahma. Mais conhecidos como párias, sem casta, eram considerados os mais atraídos por todas as castas. Hoje, são chamados de haridchens, haryens, dalit, ou intocáveis. Com o passar do tempo, ocorreram centenas de subdivisões, que não param de se multiplicar.
O sistema de castas se baseia numa cosmogonia que explica a estruturação da sociedade a partir de um rito elaborado in illo tempore, quando o ser primordial, Purusha, foi sacrificado. Das parte sacrificadas de Purusha, segundo o mito, surgiram as Varnas (em português chamadas de castas) e a ordenação da sociedade: da cabeça surgiram os brâmanes, considerados sacerdotes; dos braços, os kshatryas, que são guerreiros; das pernas, os vaishyas, os camponeses e dos pés, os sudras, que são servos. Os estudos sobre a Índia antiga desenvolveram-se bastante a partir do século XVIII e eram realizados por indólogos ou orientalistas, estudiosos europeus, que eram frequentemente funcionários da Companhia das Índias Orientais e treinados na tradição clássica europeia. Enquanto funcionários, auxiliares de administração imperial britânica, precisavam conhecer as leis, a organização político-social e religiosa da Índia, o que os conduzia a aprender a literatura e as línguas locais. Para Edward Said é preciso compreender o orientalismo como um discurso por meio do qual a cultura europeia conseguiu administrar, e produzir, o Oriente política, sociológica, ideológica e cientificamente.

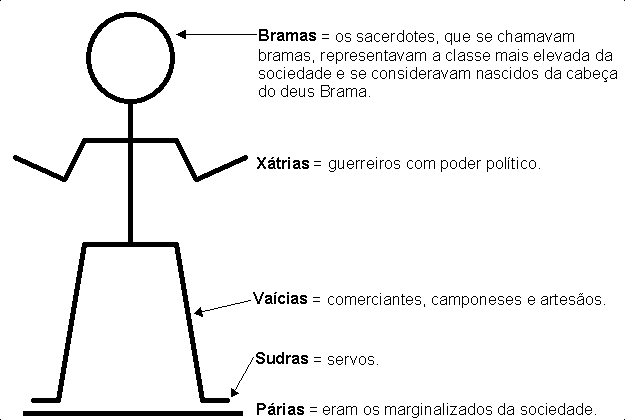
Divisão das classes sociais baseada no mito de Purusha

## História
A origem do sistema de castas é incerta. Segundo o hinduísmo, vem de Brahma, a divindade criadora do universo, mas parece ser proveniente da divisão entre os migrantes arianos — subgrupo dos indo-europeus que povoou a Península da Índia por volta de 1600 a.C., vindos do norte, pelo Punjabe — e os nativos (dasas), que se tornaram escravos. No tempo do Rigveda, havia dois varna ("tipo, ordem, cor, classe"): arya e dasa. Originalmente, essa distinção surgiu a partir de divisões tribais. As tribos védicas chamavam a si próprias de arya ("nobre") e chamavam as tribos rivais de dasa, dasyu e pani. Frequentemente, os dasas eram aliados das tribos arianas, e eles foram provavelmente assimilados pela sociedade ariana, fazendo surgir uma distinção de classes. Como muitos dasas se encontravam em posição servil, o nome "dasa" adquiriu o sentido de "escravo, servo".
No fim do período do Atarvaveda, emergiram novas distinções de classe. Os antigos dasas foram renomeados como sudras, termo que também passou a incluir as tribos aborígenes que foram assimiladas à sociedade ariana conforme esta se expandia pelo assentamentos ao longo do rio Ganges.  Os aryas foram renomeados como vis ou Vaishya. Surgiram mais dois varnas de elite: Brahmins (sacerdotes) e Kshatriyas (guerreiros). Não há indicações de restrição de comida ou casamento durante o período védico. Mais referências históricas sobre a existência de castas se encontram em um livro sagrado dos indianos, o Código de Manu, possivelmente escrito entre 800 a.C. e 250 a.C. Num Upanixade inicial, os sudras são chamados de Pūşan ou "nutridor", o que sugere que os sudras eram lavradores. Mas, logo em seguida, os sudras não são incluídos entre os pagadores de impostos, e se diz que os sudras são doados junto com as terras em que eles trabalham. A maioria dos artesãos também é reduzida à condição de sudra, mas não há desprezo em relação a seu trabalho. Os brâmanes e xátrias têm uma posição especial no ritual, o que os distingue de vaixás e sudras. Se diz que o vaixá é "oprimido à vontade" e que os sudras são "espancados à vontade".
Enquanto os textos hindus falam de um sistema baseado nos quatro varnas, os textos budistas em páli apresentam a sociedade como dividida segundo jati (nascimento), kula (família) e profissão. É como se o sistema de varnas, embora fosse a base da ideologia hindu, não fosse realizável na prática. Nos textos budistas, os brâmanes e xátrias são descritos mais como jatis do que como varnas. De fato, eram jatis de alta classe. Os jatis de baixa classe são mencionados como candalas e profissionais como tecelões de bambu, caçadores, construtores de carruagens e varredores. O conceito de kula era similar. Junto com os brâmanes e xátrias, uma classe chamada gahapatis (literalmente, "chefes de família", mas, na prática, classes proprietárias) também era incluída entre os altos kula. As pessoas de alto kula trabalhavam em profissões de alto prestígio, como agricultura, comércio, pecuária, matemática, contabilidade e escrita. Os kula de baixo prestígio eram tecedores de cestos e varredores, entre outras profissões. Os gahapati eram uma classe econômica de agricultores proprietários de terra, que empregavam os dasa-kammakara (escravos e trabalhadores contratados) para cultivar a terra. Os gahapati eram os principais contribuintes de imposto para o estado. Aparentemente, essa classe não era definida pelo nascimento, mas pela riqueza econômica individual.
Peter Masefield, em seu estudo sobre as castas na Índia, diz que, a princípio, qualquer pessoa poderia exercer qualquer profissão. O texto também que diz que os brâmanes aceitavam comida de qualquer um, sugerindo que as restrições alimentares ainda eram desconhecidas. Os textos do Nikaya também sugerem que a endogamia ainda não era obrigatória. As contestações às castas no período são evidentes nos textos que relatam diálogos de Buda com os brâmanes. Estes defendem que são superiores por mandato divino e têm o direito de ser servidos pelas castas inferiores. Buda responde que todos os homens têm uma origem comum no nascimento e que o direito de ser servido tem uma origem econômica, não divina. Citando o exemplo do noroeste do subcontinente indiano, Buda diz que os arianos podem se tornar dasas e vice-versa.
O Mahabharata, cuja versão final deve ter sido finalizada por volta do final do século IV a.C., discute o sistema dos varnas na seção 12.181, apresentando dois modelos. O primeiro apresenta um sistema baseado na cor, através de um personagem chamado Bhrigu: "o varna dos brâmanes era branco, o dos xátrias era vermelho, o dos vaixás era amarelo, e o dos sudras era preto". Essa descrição é questionada por Bharadvaja, que diz que as cores existem em todos os varnas, que o desejo, a raiva, o medo, a ganância, o luto, a ansiedade, a fome e a labuta existem em todos os seres humanos, que a bile e o sangue fluem em todos os corpos humanos, portanto o que é que distingue os varnas?, questiona ele. O Mahabharata, então, declara: "não há distinção de varnas. Todo o universo é Brahman. Ele foi criado a princípio por Brahma, e foi a seguir classificado pelos atos." O Mahabharata, então, recita um modelo de comportamento dos varnas: aqueles inclinados à raiva, ao prazer e à ousadia obtêm o varna xátria; aqueles inclinados à criação de gado e ao arado obtêm o varna vaixá; aqueles que gostam de violência, cobiça e impureza obtêm o varna sudra. Os brâmanes são vistos como o arquétipo do homem dedicado à verdade, à austeridade e à conduta pura. No Mahabharata e nos textos hindus pré-medievais, de acordo com Hiltebeitel, "é importante reconhecer, teoricamente, que o varna não é genealógico. Os quatro varnas não são linhagens, são categorias."
Adi Purana, um texto jainista do século VIII de autoria de Jinasena, é a primeira menção a varna e jati na literatura jainista. Jinasena não situa a origem do sistema de varna no Rigveda ou no Purusha, mas na lenda de Bharata. De acordo com a lenda, Bharata realizou um teste de não violência: todos os que se recusaram a ferir qualquer ser vivo foram incluídos no varna sacerdotal, sendo chamados por Bharata de dvija (nascidos duas vezes).
A partir de sua origem na Índia antiga, o sistema de castas foi modificado por várias elites governantes durante a Idade Média, a Idade Moderna e a Idade Contemporânea, especialmente durante o Império Mogol e a Índia britânica. Historiadores muçulmanos do século XX, como Hashimi em 1927 e Qureshi em 1962, propuseram que o sistema de castas foi um dos principais fatores que fizeram com que as populações do Sind abraçassem em massa a religião islâmica quando houve a invasão muçulmana. De acordo com essa hipótese, as conversões em massa ocorreram nas castas mais baixas e na população budista. Essa hipótese, no entanto, é considerada atualmente falsa e com pouco fundamento. As castas já foram contestadas por vários movimentos hindus reformistas, muçulmanos, siques, cristãos e budistas. Quando chegou à Índia, a Companhia Britânica das Índias Orientais criou leis constitucionais separadas por religião e casta. A Índia britânica tornou, a organização por castas, a base do sistema de administração do país. Os jatis foram a base da etnologia das castas na Índia britânica. No censo de 1881 e depois disso, os etnógrafos coloniais usaram os jatis para classificar as pessoas. O censo de 1891 incluiu sessenta subgrupos, cada um deles dividido em seis categorias ocupacionais e raciais, e os números aumentaram nos censos subsequentes. A divisão por castas na Índia britânica, segundo Susan Bayly, "classificou os jatis indianos com base em princípios semelhantes aos da zoologia e botânica, ranqueando-os em ordem de pureza, origem ocupacional e reputação social."
O sistema ideológico compreendia, nessa época, aproximadamente 3 000 castas, englobando 90 000 subgrupos endogâmicos locais. O administrador colonial Herbert Hope Risley, um expoente do racismo científico, usou a razão entre largura do nariz e sua altura para dividir os indianos em arianos e drávidas, bem como em sete castas. O Ato das Tribos Criminosas, de 1871, declarava que pessoas nascidas em certas castas tendiam ao crime. Ramnarayan Rawat, um professor de história especializado em exclusão social no subcontinente indiano, diz que essas castas incluíam, inicialmente, os abhiras, os gurjares e os jates, mas, no final do século XIX, a lei passou a incluir a maior parte dos sudras e intocáveis, como os chamares, os sannyasis e as tribos montanhesas. Castas suspeitas de rebelião contra as leis coloniais e de buscar a independência da Índia, como as antigas famílias governantes Kallars e Maravars no sul da Índia e castas não leais do norte da Índia como os abhiras, os gurjares e os jates eram chamadas de "predatórias e bárbaras" e adicionadas   à lista de castas criminosas. O governo colonial preparou uma lista de castas criminosas, e os membros registrados nessas castas pelos censos tinham restritas as regiões que poderiam visitar e as pessoas com quem poderiam se relacionar.  Em certas regiões da Índia colonial, castas inteiras eram presumidas culpadas desde o nascimento e eram presas, crianças eram separadas de seus pais e mantidas em colônias penais ou em quarentena sem qualquer processo ou condenação judicial. Essa prática se tornou controversa, não ganhou o apoio de todos os oficiais coloniais britânicos e, em poucos casos, foi revertida com a proclamação no início do século XX de que as pessoas "não podem ser mantidas encarceradas indefinidamente com base na presunção de mau caráter [herdado]." As leis de criminosos pelo nascimento foram aplicadas até meados do século XX.
Em 1931, somente na presidência de Madras, o governo colonial incluiu 237 castas e tribos criminosas no ato. O governo colonial promulgou a Lei de Alienação de Terras em 1900 e a Lei de Pré-compra do Punjabe em 1913, listando as castas que poderiam ter a posse legal de terras. Nicholas Dirks argumentou que as castas indianas como as conhecemos hoje são um "fenômeno moderno", pois elas foram "profundamente transformadas pela administração colonial britânica". De acordo com Dirks, antes do colonialismo a afiliação por casta era bem frouxa e fluida, mas o regime britânico aplicou a afiliação por casta com rigor, e construiu uma hierarquia muito mais rígida, com algumas castas sendo tratadas como criminosas e outras obtendo privilégios. Entre 1860 e 1920, os britânicos segregaram os indianos por casta, conferindo cargos administrativos apenas a cristãos e a pessoas de certas castas. Descontentamento social na década de 1920 levou a uma mudança nessa política. A partir de então, a administração colonial começou uma política de ação afirmativa, reservando uma percentagem dos cargos governamentais para castas menos favorecidas.
Com a independência da Índia, a reserva de empregos com base nas castas foi formalizada pelas listas de castas agendadas e tribos agendadas. Em 1948, a discriminação negativa baseada nas castas foi proibida pela constituição. No entanto, ela continua a ser praticada até hoje, com devastadores efeitos sociais.
Desde 1990, o governo da Índia tem reservado 27 por cento dos empregos nas suas empresas para castas discriminadas, seguindo as recomendações da Comissão Mandal (1979). A essa percentagem, soma-se os 22,5 por cento dos empregos que já eram reservados para castas discriminadas.
Em 2001, os dalits representavam 16,2 por cento da população da Índia. Do bilhão de hindus do país, estima-se que as castas não beneficiadas por ações afirmativas representem 26 por cento, as "outras classes para trás" representem 43 por cento, as castas hindus agendadas (dalits) representem 22 por cento e as tribos hindus agendadas (adivasis) representem nove por cento.
Em 2007, a Índia elegeu K. G. Balakrishnan, um dalit, para o cargo de chefe de justiça. No mesmo ano, Uttar Pradesh, o mais populoso estado da Índia, elegeu Mayawati como ministra-chefe. Segundo a BBC, "Mayawati Kumari é um ícone para milhões de dalits indianos, ou intocáveis como eles costumavam ser conhecidos". Em 2009, o parlamento indiano elegeu uma dalit, Meira Kumar, como primeira líder mulher do parlamento. Muitos partidos políticos atuais da Índia se apoiam no voto das castas discriminadas, como o Bahujan Samaj Party (BSP), o Samajwadi Party e o Janata Dal.
Hoje, devido à ação afirmativa, a divisão por casta é a base do sistema de reservas na educação e nos empregos na Índia. As religiões na Índia atual continuam a ter uma hierarquia de castas: assim, existem dalits entre hindus, cristãos e siques. Os varredores de ruas e os pastores de porcos da maioria das cidades do Punjabe são dalits siques.

### A visão europeia do Sistema de Castas na Modernidade
As reflexões sobre a Índia produzidas nos séculos XVIII e XIX tenderam a construir generalizações em torno de um complexo de características que configurariam a ideia de “despotismo oriental”. As sociedades asiáticas eram vistas por Montesquieu como essencialmente imutáveis, afirmando que as leis e as maneiras do Oriente seriam as mesmas que existiram há mil anos. Hegel associou o sistema de castas ao progresso da hierarquia em detrimento da igualdade, que imobilizava e degradava a sociedade, além de considerar que a religião indiana proporcionava “o voo para a mais oca abstração como infinito”, pois os indianos contemplariam “durante dez anos a ponta do nariz, fazem-se alimentar pelos que os rodeiam e se privam de todo ulterior conteúdo espiritual. Para Hegel, a sociedade indiana seria inerte, estacionária, perpetuando uma existência vegetativa.
Marx achava que a Ásia era dotada de idílicas comunidades de caráter estacionário que, contudo, não seriam inofensivas, pois correspondem à base do  despotismo oriental, limitavam a mente humana e favoreciam a superstição. A historiografia sobre a Índia antiga que aborda os séculos XVI e XVII consiste no fato das interpretações europeias terem considerado, equivocadamente, as instituições sociais da Índia (sejam do período colonial ou do contemporâneo) como uma sobrevivência do passado. Thapar demonstrou como a arqueologia, a linguística e a antropologia recentes têm contribuído para refutar a teoria da invasão ariana, assim como os demais mitos historiográficos sobre a historia da Índia.

### A influencia da colonização britânica nas sociedades religiosas da Índia
A ocupação britânica do subcontinente indiano foi iniciada e comandada, de 1765 a 1813, pela Companhia das Índias Orientais (East India Company, EIC) com o compromisso colonial. A administração britânica se concentrou nas atividades comerciais da Companhia e procurava manter uma postura de neutralidade e não intervenção em práticas sociais locais, principalmente em se tratando de práticas cujos fundamentos fossem religiosos. Tal postura estava relacionada aos interesses em manter boas relações com os líderes políticos e religiosos locais e em garantir a governabilidade da colônia, uma sociedade na qual havia uma relação de apoio mútuo entre Estado e instituições religiosas. Essa inter-relação era perceptível na observância de códigos de conduta religiosos     (hindus e muçulmanos) em atividades governamentais, no financiamento de templos e no apoio às atividades de especialistas religiosos por governos pré-coloniais.
No contexto indiano, portanto, a observância dos princípios de neutralidade e não intervenção implicou, durante o período inicial de ocupação britânica, a proibição da entrada de missões cristãs na colônia. É importante destacar que as relações de dominação imperialista correspondem ao período de formação de comunidades nacionais territorialmente definidas. No caso da Índia, o período de colonização britânica, marcado também pela unificação interna da Grã-Bretanha, está estreitamente relacionado ao processo de formação de um Estado-nação indiano.
O Parlamento britânico autorizou, em 1813, a entrada de missões cristãs na Índia. Igualmente importante foi o fato de que o governo colonial favorecer, ainda que indiretamente, a atividade missionária, adotando uma legislação de proteção aos convertidos (direito à herança familiar e, no caso dos homens, de obrigar a esposa a converter-se à religião deles). Devem-se destacar algumas reformas realizadas pela administração colonial que tiveram impacto direto sobre as comunidades religiosas locais: a proibição de costumes hindus considerados cruéis - como sati e o infanticídio de meninas.
Diante do surgimento de um sentimento de vulnerabilidade entre as elites urbanas hindus, em decorrência da percepção de que o governo colonial, em sua defesa de religiões semíticas, constituía uma ameaça às tradições religiosas indianas, diversos grupos religiosos - hindus, muçulmanos, siques e pársis - passaram a oferecer resistência à intervenção governamental. Apesar de não se terem dedicado diretamente à construção de uma identidade nacional hindu, tais associações foram extremamente relevantes para a formulação e a difusão da concepção de que os hindus deveriam se organizar e se mobilizar diante de problemas que os afetam como comunidade.

## Efeitos
Em um estudo de 2008, Desai et al. concluiu que o número de dalits que completaram o ensino fundamental, médio ou superior aumentou três vezes mais rápido que a média nacional. Entretanto, o mesmo estudo concluiu que o número de dalits homens que não estavam na escola continuava superior ao dobro dos homens de castas superiores. E que 1,67 por cento das mulheres dalits havia concluído um curso superior, contra 9,09 por cento das mulheres de castas superiores.
Um estudo de Darshan Singh mostrou que:
- Em 2001, a taxa de alfabetização das castas inferiores era de 55 por cento, enquanto a média nacional era de 63 por cento.
- A taxa de vacinação infantil nas castas inferiores era de quarenta por cento em 2001, enquanto a média nacional era de 44 por cento.
- Acesso a água potável em casa ou nas proximidades nas castas inferiores era de oitenta por cento em 2001, enquanto a média nacional era de 83 por cento.
- A taxa de pobreza nas castas inferiores caiu de 49 por cento para 39 por cento entre 1995 e 2005, enquanto a média nacional caiu de 35 para 27 por cento.[58]

O quadro abaixo mostra a distribuição dos fiéis das principais religiões na Índia de acordo com sua categoria de casta segundo dados de 1999–2000 e 2004–05.
| Religião     | Dalits | Povos indígenas | Outras castas baixas | Castas altas |
| ------------ | ------ | --------------- | -------------------- | ------------ |
| Hinduísmo    | 22,2%  | 9%              | 42,8%                | 26%          |
| Islamismo    | 0,8%   | 0,5%            | 39,2%                | 59,5%        |
| Cristianismo | 9,0%   | 32,8%           | 24,8%                | 33,3%        |
| Siquismo     | 30,7%  | 0,9%            | 22,4%                | 46,1%        |
| Jainismo     | 0,0%   | 2,6%            | 3,0%                 | 94,3%        |
| Budismo      | 89,5%  | 7,4%            | 0,4%                 | 2,7%         |
| Zoroastrismo | 0,0%   | 15,9%           | 13,7%                | 70,4%        |
| Outros       | 2,6%   | 82,5%           | 6,25                 | 8,7%         |
| Total        | 19,7%  | 8,5%            | 41,1%                | 30,8%        |

### Cristianismo
Existe estratificação social entre os cristãos da Índia com base na casta e com base na igreja cristã a qual se afiliam. A distinção com base na casta se baseia na casta a qual seus antepassados pertenciam quando ocorreu a conversão ao cristianismo. Membros de castas diferentes não casam entre si, e se sentam separados durante as cerimônias.
Duncan Forrester observou: "a comunidade de cristãos sírios [da Índia] opera como se fosse uma casta". Os cristãos de São Tomé, de Querala, se inseriram na sociedade indiana e passaram a ser considerados uma casta de alto nível. Os cristãos de São Tomé acreditam que seus ancestrais eram hindus de castas altas como os nambudiris e os nairs, que foram evangelizados por são Tomé. Com a chegada de missionários cristãos europeus entre as castas baixas de Querala, foram formados dois novos grupos de cristãos: os "cristãos do rito latino" e os "novos cristãos protestantes". Ambos os grupos, porém, continuaram a ser considerados castas inferiores, inclusive pelos cristãos de São Tomé.

### Islamismo
O sistema de castas tem sido observado entre os muçulmanos da Índia. Eles praticam endogamia, hipergamia, ocupações hereditárias, evitam mistura social e são estratificados. Existe alguma controvérsia se eles constituem grupos sociais ou castas dentro do Islã.
Os muçulmanos da Índia são uma mistura de sunitas (maioria), xiitas e outras seitas. Desde os primeiros dias da chegada do Islã ao sul da Ásia, os árabes, persas e afegãos muçulmanos fizeram parte da casta nobre. Algumas castas altas indianas se converteram ao islamismo e se tornaram parte do governo dos sultanatos e do império Mogol, passando também a ser chamados de Ashraf (nobres). Abaixo deles, está a casta intermediária muçulmana Ajlaf, e a casta muçulmana mais baixa é a Arzal. Ativistas anticasta como Ambedkar chamaram esta última casta de o equivalente muçulmano da casta hindu dos intocáveis. Assim também o fez o controverso etnógrafo colonialista britânico Herbert Hope Risley.
Em Bengala, alguns muçulmanos chamam a estratificação em sua sociedade de qaum, ou quom, termos que são usados também pelos muçulmanos da Índia, Paquistão e Afeganistão. Os qaum têm hereditariedade patrilinear, com ocupações classificadas e endogamia. O pertencimento a um qaum é adquirido pelo nascimento. Barth identifica a origem da estratificação na segregação histórica entre pak (puro) e paleed (impuro), definida pelo estatuto religioso ou social da família, ocupação e envolvimento em crimes sexuais. Originalmente, o qaum Paleed/Paleet incluía pessoas que trabalhavam em bordéis, cortesãos ou dançarinos profissionais (Tawaif) e músicos. Existem registros históricos com a cor da pele definindo a distinção pak/paleed, porém esse parâmetro não tem raízes históricas, tendo sido adotado por pessoas de fora usando o sistema de castas indiano como referência.

### Siquismo
Embora os gurus siques tenham criticado a hierarquia do sistema de castas, existe um sistema análogo na comunidade sique. Sunrinder S., Jodhka diz que, embora a religião sique não advogue discriminação contra qualquer casta ou credo, na prática as altas castas siques possuidoras de terra não abandonaram por completo a discriminação contra os dalits. Os dalits podem entrar nos templos siques, porém não podem cozinhar ou servir a refeição comunal.
Em 1953, o governo da Índia atendeu ao pedido do líder sique Tara Singh de incluir castas siques de dalits convertidos na lista de castas agendadas. No órgão responsável pela administração dos templos siques da Índia, vinte das 140 cadeiras são reservadas aos siques de baixa casta.
A literatura sique da era muçulmana e da era britânica menciona varna como varan, e jati como Zat ou Zat-biradari. Segundo Eleanor Nesbitt, a maioria das famílias siques continua a checar as castas de qualquer pretendente de seus filhos. Ainda segundo Nesbitt, todos os gurus siques casaram dentro de seu zat, e não condenaram ou quebraram a tradição de endogamia dentro da comunidade sique.

### Jainismo
O sistema de castas no jainismo tem existido há séculos, principalmente em termos de endogamia. Entretanto, de acordo com Paul Dundas, ele não exerce um papel significativo atualmente. Isto é refutado por Carrithers e Humphreys, que descrevem as principais castas jainas no Rajastão.

## Críticas ao sistema de castas
Tem havido críticas ao sistema de castas tanto dentro como fora da Índia.

### Reformadores sociais indianos

#### Basava
Basava (1105–1167) rejeitava o culto ritual no templo: em vez disso, ele defendia a devoção pessoal a Xiva com o uso de imagens e de pequenos lingas. Isso tornava o culto a Xiva acessível a todas as pessoas, sem distinção de gênero sexual, classe social ou casta.

#### Jyotirao Phule
Jyotirao Phule (1827–1890) criticou veementemente a explicação de que o sistema de castas era natural e ordenado pelo Criador através dos textos hindus. Se Brama quisesse castas, argumentava, ele teria ordenado o mesmo para outras criaturas. Segundo Phule, nenhuma profissão tornava um homem superior ou inferior.

#### Vivekananda
De modo similar, Vivekananda criticou o sistema de castas como sendo um dos mecanismos sociais que barram o livre pensamento e a livre ação do indivíduo. Portanto, seria demoníaco e deveria ser banido. O livre pensamento e a livre ação seriam, segundo Vivekananda, condições indispensáveis para a vida, o crescimento e o bem-estar.

#### Gandhi
Na sua juventude, Gandhi discordou de algumas observações de Ambedkar sobre o sistema de castas na Índia. "Casta", argumentou, "salvou o hinduísmo da desintegração. Mas, como toda instituição, sofreu com excrescências". Ele considerou as quatro divisões de varna como fundamentais, naturais e essenciais. E considerou as inumeráveis subcastas, os jatis, como um obstáculo. Ele advogou fundir todos os jatis numa divisão mais global dos varnas. Na década de 1930, Gandhi começou a advogar contra a hereditariedade das castas: "assumir a superioridade de uma pessoa contra outra é um pecado contra Deus e o homem. Logo, casta, enquanto signifique distinção de status entre as pessoas, é um mal".
Ele argumentou que, na prática, os varnas já não são praticados atualmente. O atual sistema de castas seria a antítese dos varnas. Casta, na sua forma atual, nada teria a ver com religião. A discriminação e o trauma das castas seriam resultado do costume, de origem indefinida. Na Índia colonial, segundo Gandhi, não havia grande disparidade econômica entre as diferentes castas. O país era pobre, e os indianos de todas as castas eram pobres.

#### B.R. Ambedkar
B. R. Ambedkar nasceu numa casta classificada como intocável. Ele se tornou um líder na defesa dos direitos humanos na Índia, um escritor prolífico e uma peça chave na feitura da atual constituição do país. Ele escreveu muito sobre discriminação, trauma e o que ele viu como trágicos efeitos do sistema de castas na Índia. Ele acreditava que o sistema de castas se originou na prática da endogamia, e teria se espalhado para outros grupos por imitação. Ele escreveu que, inicialmente, os brâmanes, xátrias, vaixás e sudras existiram como classes cuja escolha da profissão não era restringida pelo nascimento e nas quais a exogamia prevalecia. Os brâmanes, então, teriam começado a praticar endogamia e se tornaram fechados às outras classes. Ambedkar define casta como "classe fechada". Ele acreditava que tradições como o sati e o casamento infantil se originaram da necessidade de reforçar a endogamia, e que os shastras foram criados para glorificar essas práticas. Posteriormente, outros grupos teriam imitado essas práticas.

## Na cultura popular
A novela de estreia de Mulk Raj Anand, "Intocável" (1935), se baseia no tema da intocabilidade. O filme Achhut Kannya (1936) foi um filme reformista pioneiro. A novela de estreia de Arundhati Roy, "O deus das pequenas coisas" (1997), fala, entre outros temas, sobre as castas nas religiões. Um advogado chamado Sabu Thomas entrou com uma ação pedindo a não publicação do último capítulo do livro, que descreve relações sexuais entre membros de diferentes castas. Thomas alegou que a obscenidade desse capítulo fere a dignidade da comunidade cristã síria da Índia.